# Hypostomus plecostomus
Hypostomus plecostomus, ook wel de zuignap(harnas)meerval of algeneter genoemd, is een tropische vis die tot de harnasmeervalfamilie behoort. Deze is genoemd naar de lange rijen scutes (verharde schilddelen) die de hogere delen van het hoofd en het lichaam bedekken. De lagere oppervlakte van hoofd en buik is naakt. 

## Verspreiding en natuurlijke habitat
Hypostomus plecostomus komt vooral voor in tropisch Midden-Amerika en Zuid-Amerika; het is ook te vinden op de Vreedzame helling van Costa Rica en beide hellingen van Panama, zuidwaarts van Uruguay. Hypostomus plecostomus komt in het wild in vers stromend water en brakke wateren van riviermondingen voor. 
Wegens de volwassen grootte van deze harnasmeerval worden deze vissen meestal succesvol gefokt in vijvers met rivierklei of modderbanken. Zij graven tunnels dicht bij het waterniveau en de mannetjes bewaken de eieren tot deze uitkomen. In sommige plaatsen in het zuiden van de Verenigde Staten (Florida en Texas), is deze soort geïntroduceerd ver weg van zijn oorspronkelijke leefgebied, waarschijnlijk doordat aquariumbezitters de vis massaal gedumpt hebben in de lokale wateren. Zij zijn ook eveneens geïntroduceerd in verscheidene Aziatische landen. Hypostomus plecostomus is vaak gecultiveerd in vijvers in Singapore en Hong Kong, waar het voor de aquariumhandel zeer populair is.

## In het aquarium
Hypostomus plecostomus is van weinig of geen waarde als voedsel. In het aquarium hebben ze kienhout en donkere verstopplekken nodig.
In de Filipijnen, in de aquariumhandel, wordt het de portiervis genoemd. 
De zuignapharnasmeerval wordt genoemd naar zijn zuignapmond, waarmee hij zich vastzuigt aan stenen of wanden van aquaria. Hier zuigt hij ook zijn voedsel door naar binnen. Deze vissen worden verkocht wanneer zij jong en klein zijn maar zij kunnen een maximumgrootte van wel 60 cm bereiken. In het aquarium, wordt deze donkere nachtvis vaak gekocht vanwege zijn eigenschap om algen in aquaria te verwijderen. Gezien het feit dat het nachtvissen zijn, vermijden zij gewoonlijk licht en verbergen zij zich op donkere plaatsen, om 's nachts uit hun schuilplaats te komen om zich te voeden. Echter, in aquaria, kunnen zij gemakkelijk leren overdag actief te zijn. Het zijn sterke vissen en ze leven vrij lang (12-15 jaar). Na enige tijd kan Hypostomus plecostomus zich territoriaal gaan gedragen, met name in de buurt van zijn donkere schuilplaats. In hun natuurlijke habitat voedt deze soort zich met algen, aquatisch onkruid en kleine schaaldieren.

## Synoniemen
- Plecostomus plecostomus

1. ↑  (en) Hypostomus plecostomus op de IUCN Red List of Threatened Species.